# الأعاصير الصغيرة
مغامرات «الأعاصير الصغيرة» لا تنتهي، من مقالب ومشاجرات وحيل بين توم المشاكس ذي الستة أعوام وأخته نينا المناوِرة الماهرة ذات الثمانية أعوام. فهما كالقط والفأر، يحوّلان الأجواء في المنزل إلى إعصار من الشغب والمرح. أما والداهما، فعليهما أن يكونا دائما على أهبة الاستعداد لمواجهة غير المتوقع عندما يتحد توم ونينا.

## الشخصيات

### نينا بيج
وتُلقب بـ"الفضائية"، وهي أخت توم الكبرى ذات التسعة أعوام. هوايتها الكبرى هي معاقبة أخيها. ألّفت كتابًا مليئًا بالنصائح بعنوان "كيف تُعاقب أخاك". إنها شقية، ذكية، وماكرة، لكنها أيضًا شريرة، ومغرورة، وغالبًا ما تعتبر أفكارها عبقرية. تجتمع كل أربعاء مع صديقتيها أغنيس وسولانج لتطوير أفكار جديدة لكتابها "كيف تُعاقب أخاك"، أو لتصميم رقصات "لافر موف"، أو وضع خطط لمعاقبة توم. يُطلق توم عليهم اسم عصابة الفضائيين الشرسين. يُقال إن نينا أسست عصابة تُسمى "لواء مكافحة الأخوة" (BAF)، والتي (على ما يبدو) تحظى بشعبية كبيرة لدى العديد من الأخوات حول العالم. نينا مغرمة بشاب يُدعى رافائيل. يُحتفل بالعقوبة الألف التي أنزلتها نينا بتوم في حلقة "إنها أسوأ أختي".

### توم بيج
ويُلقَّب بـ"الطفيلي"، وهو فتى صغير في السابعة من عمره منذ المجلد الثامن (من سلسلة الرسوم المتحركة). يُعجب ببطل خارق خيالي يُدعى "الكابتن الشجاع"، وبكل ما يتعلق بأسلحة الليزر (خبير المدمر الرابع، إلخ)، التي يستخدمها لمحاربة أخته، معتقدًا أنها كائن فضائي (معتقدًا أنها تستخدمه للتلاعب به بشكل أفضل)، وذلك لحماية جميع الإخوة المعرضين للخطر. يتميز بسذاجة مفرطة، وغالبًا ما يقع في الفخ الذي تنصبه له نينا لمعاقبته. ويستمتع بسحق أخته بإطلاق السهام أو نفثات الماء من مسدساته. صديقه المقرب يُدعى كازيمير، الملقب بـ"شرنقة". توم مغرم بمايل، ابنة عم شرنقة. في حلقتي "العبقري الصغير" 1 و2، نكتشف أنه موهوب مثلها في المدرسة، لكنه غبي جدًا بحيث لا يفهم ذلك. غالبًا ما يكون توم غبيًا وساذجًا للغاية، ولهذا السبب تُخبره نينا دائمًا بأنه يفتقر إلى الذكاء.

### كلوي بيج (الأم)
هي أم الأعاصير الصغار. أحيانًا ما تُغمرها خيالات توم ونينا. غالبًا ما تُكافئ نينا بالمال عندما تُقنع توم بفعل أشياء لا يرغب بفعلها، كالاستحمام أو أداء واجباته المدرسية.

### جين بيج (الأب)
هو والد الأعاصير الصغار، ويبلغ من العمر 36 عامًا. يميل إلى التقصير في دوره كأب، فيعود أحيانًا إلى طفولته ويحب الانغماس في ألعاب الفيديو. يحاول أن يكون فكاهيًا، لكنه لا يفعل، وأكبر مخاوفه هو قدوم طفل ثالث إلى العائلة. ليس أبًا متسلطًا جدًا، ولا يُجبر أطفاله على فعل الكثير. يحب البيتزا كثيرًا.

### غريبي (القط)
هو قط توم ونينا الأليف. إنه كسول، جشع، سمين، يحب أكل البسكويت، وهو غير مؤذٍ. يخضع للكثير من التمارين الرياضية من مالكيه اللذين يريدان منه إنقاص وزنه. وضع توم ونينا غريبي على حمية غذائية، لكنه يكره الخضراوات ويبذل قصارى جهده لتجنبها. وزنه بالضبط 11 كجم و800 غرام.

### فليبر (السمكة)
سمكة ذهبية صغيرة تعيش في وعاء بغرفة المعيشة. فليبر ميت (كان حيًا في المسلسل)، ورسم توم صورة له على وعاءه ليحل محله.

## وصلات خارجية
- الموقع الإلكتروني الرسمي العربي
- الموقع الإلكتروني الرسمي الفرنسي